# Departamento de Minas (kommun i Argentina, Neuquén)
Departamento de Minas är en kommun i Argentina.   Den ligger i provinsen Neuquén, i den sydvästra delen av landet, 1 200 km väster om huvudstaden Buenos Aires. Antalet invånare är 7 072.
Omgivningarna runt Departamento de Minas är i huvudsak ett öppet busklandskap. Trakten runt Departamento de Minas är nära nog obefolkad, med mindre än två invånare per kvadratkilometer.